# Фјучр (репер)
Нејвадиус ДеМун Вилбурн (енгл. Nayvadius DeMun Wilburn; Атланта, Џорџија, 20. новембар 1983) Најпре је био члан музичке групе Данџн Фемили где је и добио своје уметничко име Фјучр. Његов рођак, уједно и продуцент Рико Вејд подстакао га је да побољша писање текстова и настави своју каријеру као репер.
Фјучр је своје прве микстејпове објавио 2010. и почетком 2011. године. Гостовао је на песми Рекс И Сиј-а и ускоро после тога потписао је уговоре са тада великим издавачким кућама А1 Рекордс и Епик Рекордс. Убрзо објављује и сингл под називом Тони Монтана који је инспирисан филмом Лице са ожиљком, а притом се нашао и у 20 најбољих песама у часопису Билборд. Његов први албум Плуто нашао се је на другом месту на Билборду и тада изазвао велико интересовање публике, уједно први платинасти сертификат за продатих милион примерака албума донела му је песма Турн Он Д Лајтс , одобрено од стране Асоцијације музичке индустрије Америке. Неколико година касније гостовао је на ремиксу песме Боди Парти, Киаре, његове будуће веренице.
Школовао се је у средњој школи „Колумбија“ У Атланти.

## Реп каријера

##### 2010 – 2011: 1000 и Прљави Спрајт
Фјучр је користио своје уметничко име које је претходно добио у групи Данџн Фемили где је био и члан. Након напуштања групе, свој први микстејп 1000 објавио је 24. маја 2010. године заједно са ди-џејом Скримом. Микстејп садржи деветнаест песама, такође и гостовање Али Боја, Јанг Скутера, Рока и других.  Његов други микстејп, Прљави Спрајт садржи 21 песму, назив алудира на пиће Спрајт у које се додаје сируп за кашаљ за који је претходно потребан рецепт од стране лекара. Одатле и потиче назив „прљави спрајт“.

##### 2012 – 2014: Плуто и Искрен
Албум Плуто објављен је 17. априла 2012. године преко А1 Рекордса, а званични дистрибутер албума био је Епик Рекордс. Албум укључује гостовање Дрејка и Снуп Дога. Албум садржи 16 песама од чега су 5 били синглови:Тони Монтана, Го Хардер , Меџик (Ремикс), Сејм Демн Тајм и Турн Он Д Лајтс. Главни сингл са албума, Тони Монтана, објављен је 16. априла 2011. године. Оригинална верзија песме, на којој гостује канадски репер Дрејк, објављена је 6. јула 2011. Музички спот за овај сингл објављен је 27. октобра 2011. године.
Го Хардер је дигитално објављен као други сингл албума 29. новембра 2011. године, а емитовао се је и на ритмичком савременом радију 10. јануара 2012. Меџик, са ТИ-јем , објављен је као трећи сингл албума 23. јануара 2012. године. Музички спот за ову нумеру је објављен 31. јануара 2012. Песма је достигла врхунац на 69. месту на Билборду. Четврти сингл албума, Сејм Демн Тајм објављен је 24. марта 2012. године, а музички спот је објављен 6. априла. Песма је достигла 92. место на Билборду.
Други албум Хонест објављен је у априлу 2014. године. Заслужио је признање критике, велики успех и достигао врхунац на другом месту. Два сингла са албума, Мув Дет Доуп , где су гостовали Фарел, Пуша Ти и Казино и сингл Ај Вон у копродукцији честог сарадника Метро Бумина добила су златне сертификате.

##### 2015–2017: ДС2 , Које време да будеш жив, Евол и Фјучр
Прљави Спрајт 2 је трећи студијски албум америчког репера . Објављен је 17. јула 2015. преко А1 и Фрибендз, а дистрибуирао га је Епик Рекордс . Албум је заправо наставак његовог микстејпа Прљави Спрајт(2011). Главни продуценти на овом албуму били су Метро Бомин, Саутсајд, Зејтовен и многи други. Албум садржи  три сингла: Фак Ап Сам Комас, Вер Ја Ет, и Стик Ток. Албум се је појавио на првом месту америчког Билборда , а продато је 151.000 копија албума у првој недељи.
Које време да будеш жив je колаборативни микстејп са репером Дрејком, објављен 20. септембра 2015. године. Пројекат је великим делом продуцирао Метро Бумин.
У августу 2014, Фјучр је најавио планове за EVOL , што се изговара као Evil, а значи Love написано уназад. Песме не говоре о одљубљивању, већ о неочекиваним облицима које љубав може попримити. Објављен 5. фебруара 2016. године и то је четврти студијски албум Фјучра.
Албум Фјучр као и истоимени извођач, објављен је 17. фебруара 2017. године, са 20 песама. Албум је 14. јула добио платинасти сертификат са преко милион продатих копија. Сингл Меск Оф са овог албума постао је један од његових највећих хитова. Такође,  добио је 8 платинастих сертификата са преко осам милиона продатих копија, одобрено од стране Асоцијације музичке индустрије Америке.

##### 2019– данас: Хај Оф Лајф, Плуто и Бејби Плуто
Његов осми албум „Хај оф Лајф“ најпре је почео објављивањем синглова. Главни сингл са албума, 100 Шутерс, објављен је 12. јула 2019. године. Једанаест дана касније, Фјучр је објавио још један сингл, Непоражен. Следећи сингл Презиме, објављен је 15. новембра, а потом и 10. јануара 2020. године објављен је најпопуларнији сингл са овог албума Живот је добар, који означава поновну колаборацију са Дрејком. Пети и последњи сингл пре издања, Тајкун , објављен је 1. априла. Свих пет синглова пре издања наведено је на крају албума, тако да је првих шеснаест песама прави албум, док су пет синглова додатне нумере.
Плуто и Бејби Плуто јесте заједнички студијски албум америчких репера Фјучра и Лул Узи Верта. Објављен је 13. новембра 2020. године. Назив албума се постовећује са тим да Плуто представља Фјучр, а  Бејби Плуто представља Лил Узи Верт.

## Награде и номинације
На 61. додели Греми награда 2019. године носи победу за најбољи реп перформанс  песме Краљ је мртав, која је уједно и песма за филм Црни Пантер. Извођачи ове нумере поред Фјучра јесу и Кендрик Ламар, Џеј Рок и Џејмс Блејк.

## Албуми
1. 2012. Pluto. Epic.
2. 2014. Honest. Epic.
3. 2014. Monster. Be Music / Epic.
4. 2015. DS2. Epic.
5. 2015. What a Time to Be Alive. Cash Money.
6. 2016. Evol. Epic.
7. 2017. Future. Epic.
8. 2017. HNDRXX. Epic.
9. 2017. Super Slimey. Epic.
10. 2018. WRLD on Drugs. 	Epic / Freebandz / Grade A Productions / Interscope.
11. 2019.	FUTURE HNDRXX PRESENTS: THE WIZRD. Epic / RCA.
12. 2020.	High Off Life. Epic.
13. 2020.	Pluto x Baby Pluto. Atlantic / Generation Now.